# HELIX -黒い遺伝子-
HELIX -黒い遺伝子-（ヘリックス くろいいでんし、原題：Helix）は、2014年からSyfyチャンネルで放送されたアメリカ合衆国のSFドラマである。
シリーズは伝染病のアウトブレイクを調査するためにアメリカ疾病予防管理センター (CDC) から北極にある研究所に派遣されたチームを中心に描く。現地でチームは人類の未来を揺るがしかねない生死の狭間に置かれる。製作総指揮は ロナルド・D・ムーア、リンダ・オブスト、 スティーブン・マエダ、キャメロン・ポーサンデ であり、マエダがショーランナーを務める。シーズン1は13エピソードで構成する。シーズン2は13エピソードで構成し、2015年1月16日に放送開始した。第3シーズン以降はキャンセルされることが4月29日に発表された。
日本ではシーズン1が『HELIX -黒い遺伝子-』として2014年11月にdビデオで提供され、2015年1月10日からDlifeで放送された。シーズン2はDlifeで2015年7月18日から放送された。

## あらすじ

### シーズン1
アラン・ファラガット博士が率いるCDCの調査チームが北極の生物研究所に赴いてウイルス性伝染病のアウトブレイクを調べると、極めて危険で重大な脅威であることが判明する。チームは隔離を試みるが患者の反乱に直面し、外部との通信はなぜか遮断される。ウイルスに感染した者は極めて暴力的なゾンビのごときベクター(媒介生物)となり、感染を広げたあと多くが死ぬ。
感染したジュリアは研究所長のヒロシ・ハタケ博士の努力によって治癒するが、ハタケは実はジュリアの父であり同じ輝く銀の瞳をもつ500才の不死者である。ウイルスはイラリア・コーポレーションの依頼により研究所で開発されたもので、アウトブレイクは、CDCの人員をおびき寄せて治療薬を作らせるための偽装であった。ウイルスに感染し治癒した者は不死性を持つようになる。不死者によって運営されるイラリアは、世界を支配するためにウイルスと治療薬を手に入れようとし、傭兵軍を送りこんでCDCと研究所員の大部分を殺し、ジュリアを連れ去る。
第1話から235日を経た最終回は、パリでアランがピーターと会うが、ジュリアはイラリアの幹部となっている。

## 登場人物
| 役名                             | 説明                                       | 俳優                                      | 吹替     |
| -------------------------------- | ------------------------------------------ | ----------------------------------------- | -------- |
| アラン・ファラガット博士         | CDCチームのリーダー                        | ビリー・キャンベル                        | 森田順平 |
| ヒロシ・ハタケ博士               | 研究所長                                   | 真田広之                                  | 真田広之 |
| ジュリア・ウォーカー博士         | CDCの女性科学者、アランの元妻              | キーラ・ザゴースキー                      | 伊藤美紀 |
| ピーター・ファラガット博士       | 研究所での感染者、アランの弟               | ニール・ネイピア                          | 藤原啓治 |
| セルジオ・バリエセロス少佐       | CDCチームと共に派遣された軍人              | マーク・ガニーメ                          | 玉木雅士 |
| サラ・ジョーダン博士             | CDCから派遣されたアランの有能な助手        | ジョーダン・ヘイズ                        | 坂本真綾 |
| ダニエル・アエロフ(ミクサ)       | 研究所警備主任、ハタケの養子               | ミーグン・フェアブラザー                  | 青木強   |
| トゥルーク                       | ミクサと双子、アナナの弟                   | ミーグン・フェアブラザー                  | 青木強   |
| ドリーン・ボイル博士             | CDCの動物病理学者                          | キャサリン・レミークス(Catherine Lemieux) | 橘U子    |
| アナナ                           | イヌイットの女性保安官                     | ルシアナ・キャロ                          |          |
| コンスタンス・サットン           | イラリア・コーポレーションの最高執行責任者 | ジェリー・ライアン                        |          |
| ジェイン・ウォーカーおよびジェイ | ジュリアの母                               | Amber Goldfarb                            |          |
| サイス(スペンサー)               | イラリアの暗殺者、コンスタンスの息子       | ロバート・ネイラー                        | 宮野真守 |
| シーズン2での登場人物            |                                            |                                           |          |
| カイル・ソマー博士               | CDC研究員                                  | マット・ロング                            | 日野聡   |
| ブラザー・マイケル               | 島の修道院の指導者                         | スティーヴン・ウェバー                    | 横島亘   |
| ケイレブ                         |                                            | Jim Thorburn                              |          |
| ポズニアク博士                   | イラリアの幹部、ナルビク-Cの推奨者         | アーサー・ホールデン                      | 宮崎敦吉 |

## エピソード

### シーズン1
| 通算話番 | シーズン話番 | タイトル                          | 米国視聴者数 (百万人) |
| --- | ------------ | --------------------------------- | --------------------- |
| 1 | 1            | "始まり" "Pilot"                  | 1.82                  |
| アラン・ファラガットとCDC調査チームは、アランの弟が危険なウイルスに感染した北極の研究所にやって来る。チームは秘密があることに気づく。 |              |                                   |                       |
| 2 | 2            | "媒介" "Vector"                   | 1.82                  |
| CDCチームは治療法を探し、感染者達を捕まえて隔離しようとする。だが研究所の人々はパニックを起こす。 |              |                                   |                       |
| 3 | 3            | "274"                             | 1.34                  |
| 3日目、弟のピーターは助けを求めてアランの目の前で倒れ、サラは感染診断法を見つけ、ジュリアはピーターに感染させられた影響を感じ始め、バリエセロスはドリーンを助けて猿の標本を手にする。 |              |                                   |                       |
| 4 | 4            | "未知なる鎖" "Single Strand"      | 1.39                  |
| 4日目、レベルRに隔離された人々は空気供給を止めてハタケ博士に対話を強いる。ピーターの病状は悪化し、アランは実績のない治療法を試す。サラは自分の作った診断法を疑い、バリエセロスは謎の解明に近づいたドリーンを殺す。 |              |                                   |                       |
| 5 | 5            | "ホワイトルーム" "The White Room" | 1.13                  |
| 5日目、アランはドリーンの死体を見つけて死因を調べ、ジュリアはレベルRで頼りになる友人を見つけ、サラは感染患者を自室に隠し続け、バリエセロスは謎のヴィット博士を探すがダニエルに倒され外に放置される。 |              |                                   |                       |
| 6 | 6            | "兄妹" "Aniqatiga"                | 1.33                  |
| アランとサラはウイルスの解析を進め、ジュリアはハタケの治療を受ける。バリエセロスはイヌイットの保安官アナナに救われ、研究所周辺で多数の子供が行方不明となって来たことを知る。 |              |                                   |                       |
| 7 | 7            | "完治者" "Survivor Zero"          | 1.17                  |
| 研究所を経営するイラリア・コーポレーションの最高責任者コンスタンス・サットンが傭兵と共に到着する。アランとサラは関係を持つ。ダニエルは自分が幼いころ誘拐されたアナナの弟ミクサであると知る。ハタケはジュリアを傭兵から守る。コンスタンスはハタケがジュリアを保護する動機を訝る。                                                                                       |              |                                   |                       |
| 8 | 8            | "血族の絆" "Bloodline"            | 1.48                  |
| 感染者が食料庫に侵入し食料を汚染する。アナナは研究所を脱出する。ジュリアは回復するが、その体内にウイルスへの抗体は見つからない。コンスタンスはジュリアを捕え、連れ去ろうとする。ハタケはコンスタンスを倒し、ダニエルと警備員の助けで傭兵を拘束してイラリア・コーポレーションを裏切る。                                                                                 |              |                                   |                       |
| 9 | 9            | "レベル X" "Level X"              | 1.28                  |
| アランとジュリアはベクターの集まるレベルXに降り、"ナルヴィク"ウイルスを探すが見つからない。ジュリアはハタケが父親であると知る。サラは腫瘍の症状で倒れる。バリエセロスとダニエルはアナナの村を救う。 |              |                                   |                       |
| 10 | 10           | "地下室の秘密" "Fushigi"          | 1.28                  |
| アランとジュリアは盗まれたウイルスを追いかけて放棄された通信基地に行き、地下室でハタケに捕らわれた銀色の瞳の囚人に会う。サラは自分の腫瘍の治療につながる発見をする。 |              |                                   |                       |
| 11 | 11           | "ブラック・レイン" "Black Rain"   | 1.18                  |
| ピーターとベクターらはウイルス感染を広げようとするが、CDCチームは治療法を発見する。イラリアの傭兵たちが研究所を襲う。 10代の少年に見えるイラリアの暗殺者サイスはシェルターに向かおうとする生存者達を皆殺しにする。 |              |                                   |                       |
| 12 | 12           | "報復" "The Reaping"              | 1.24                  |
| サイスはハタケが母コンスタンスを殺したことを知り、ジュリアを誘拐する。サイスはジュリアの命とダニエルの命のいずれかをハタケに選ばせようとするが、ダニエルは自らの命を犠牲にする。サイスがジュリアの母を捕えて連れてきたことが分かる。 |              |                                   |                       |
| 13 | 13           | "闇の中へ" "Dans L'ombre"         | 1.38                  |
| 13日目、ウイルスがプエルトリコで広まる。バリエセロスは、誘拐されたイヌイットの子供たちのリストをハタケから手に入れる。ピーターは裏切り、サイスを解放する。サラは妊娠を知る。サイスは研究所を爆破し、ジュリアの母を殺してジュリアを連れ出し、ウイルスか治療薬のどちらか一方を持ち去る。 235日目、アランはパリでジュリアを探すが、ジュリアはイラリアの幹部となっている。 |              |                                   |                       |

### シーズン2
| 通算話番 | シーズン話番 | タイトル                               | 米国視聴者数 (百万人) |
| --- | ------------ | -------------------------------------- | --------------------- |
| 14 | 1            | "サン・ホセ" "San Jose"                | 1.00                  |
| 1日目、ピーター、サラ、カイル・ソマー博士は疫病の発生した北太平洋の孤島に行く。彼らはブラザー・マイケルの指導する宗教団体の修道院に連れて行かれる。30年後の未来、ジュリアは同じ島に行くが「サン・ホセへの道は？」(ディオンヌ・ワーウィックの1968年のヒット曲の題名)と繰り返す謎の人物ケイレブに捕えられ、アランの墓を見せられる。 |              |                                        |                       |
| 15 | 2            | "再会" "Reunion"                       | 0.70                  |
| 2日目、CDCチームは修道院で同じ疫病の患者を見かけるが少年ソーレンは奇跡的に回復する。サラは爆破事件に関わり指名手配中のアランが修道士となっているのに気付くが、島から逃げろと言われる。サラはアランの子を身ごもり15か月目だと言う。30年後、ジュリアとケイレブはアランの墓を掘り、地図を刻まれた別人の骨を見つける。 |              |                                        |                       |
| 16 | 3            | "接ぎ穂" "Scion"                       | 0.63                  |
| 3日目、アランは修道院の倉庫を調べる。サラとピーターは疫病に感染した多くの人々が島にいることを知る。薬を与えられた修道院の子供たちはカイルを攻撃する。30年後、ハタケ博士が島の小屋に住む。ジュリアを連れてゆき、自白薬で尋問する。ジュリアは世界的に疫病TXM-7が流行り、自分も感染していると言う。 |              |                                        |                       |
| 17 | 4            | "伝承" "Densho"                        | 0.48                  |
| 4日目、働き手が蜜蜂に刺されて発症する。ピーターは衛星電話でイラリアにいるバリエセロスに連絡しアランに関する指示を求めるが、アランに立ち聞きされる。カイルは蜜蜂を調べて疫病の感染源であることを知る。サラは疫病から回復した少年ソーレンを探すが、母親に腹を刺される。30年後、ジュリアはハタケから逃れようとして致命傷を与え、剣"伝承"を受け取る。 |              |                                        |                       |
| 18 | 5            | "地下牢" "Oubliette"                   | 0.44                  |
| 3か月前のフラッシュバックで、カイルはイラリアのビルを爆破したアランの逮捕につながる情報を集めるためにチームに加わる。5日目、ピーターはブラザー・マイケルにアランが潜入していることを話す。マイケルは、ピーターとアランを共に牢に入れる。サラは回復し不死者であることが知られる。アランはピーターの助けで逃げ出すが、イラリアとの会話を立ち聞きしたためにピーターを置き去りにする。蜂の巣は破壊されるが蜜は保存される。ブラザー・マイケルも不死者であることがわかる。 30年後、ジュリアはケイレブの助けで回復するが、ケイレブは「伝承」を持って去る。 |              |                                        |                       |
| 19 | 6            | "甘い果実" "M. Domestica"              | 0.47                  |
| フラッシュバックでイラリアの重役会はナルヴィク-Cを使って世界の人口の75%を減らす計画を決定し、反対はジュリアはただ一人だけである。ジュリアはCDCに警告しようとするが、マドモアゼル・デュランに会い、ある孤島に行くよう言われる。6日目、CDCチームは林檎そのものではなく、蜂蜜に含まれる林檎の花粉の菌糸によって疫病が広まっていることを知る。シスター・エイミーは、ブラザー・マイケルがシスター・アグネスを殺したと疑うが、ブラザー・マイケルの子供を孕むことを拒絶され、ランドリーに汚染された蜂蜜で信者たちを感染させてシスター・アンに罪をなすりつける。マイケルはピーターからサラが不死の胎児を宿していると聞き、サラがどうして不死になったのか問う。アランはランドリーに薬を盛られてサラを襲う。               |              |                                        |                       |
| 20 | 7            | "異種交配" "Cross Pollination"         | 0.46                  |
| 7日目、デュランは、マイケルは1601年に妻が不義の子を産んだため、他の男を生殖不能とする研究を始めたと言う。アランは目覚め、サラを部屋に連れて行き手術したことをおぼろげに思い出す。後にアランはサラの超音波検査をして胎児が消えていることを知り、サラはアランを非難する。マイケルはエイミーが自分の子を多数産むことを期待するが、抵抗される。マイケルは信者たちに対する支配力を失って間引きを決意し、未感染の信者たちに毒を盛る準備を始める。 |              |                                        |                       |
| 21 | 8            | "最後の道" "Vade in Pace"              | 0.52                  |
| 8日目、信者の大部分は毒で死に、エイミーはマイケルを地下牢に閉じ込める。沿岸警備隊がCDCチームを感染から救出に来るが、チームは島に残って感染者の寿命を延ばしている赤い樹液を調べる。サラは自分が不死であることをカイルに明かし、証明するために汚染された蜂蜜を食べる。エイミーはタンクに隠したサラの胎児を、不死の秘密と交換しようとする。30年後、ジュリアはマイケルを解放し、伝染病治療の鍵を握る胎児を探す手伝いをさせる。マイケルはジュリアを殺そうとするが、ケイレブに剣"伝承"で斬首される。 |              |                                        |                       |
| 22 | 9            | "体外発生" "Ectogenesis"               | 0.55                  |
| 9日目、カイルは非感染者を食う感染者に捕えられ、食べられないように自分を感染させ、直後に助け出される。エイミーは胎児を人質にとって、不死になるためにサラの髄液を移植させようとする。ランドリーが実験体になる。ジュリアとバリエセロスが島に着き、イラリアがナルヴィク-Cを使って人口を削減しなくてもいいように、マイケルの不妊法を調べる。"マザー"と呼ばれる原木から接木された木に生える種なしの林檎が、男を生殖不能とするとわかる。だが"マザー"は行方不明になっている。 |              |                                        |                       |
| 23 | 10           | "マザー" "Mother"                      | 0.57                  |
| 10日目、カイルの症状は悪化し、ソーレンが沿岸警備隊とアランを赤い樹液を出す木のもとに連れて行く。ランドリーの不死化は失敗する。アンはピーターにマイケルの地下の分娩場を見せる。ジュリアは"マザー"を渡せば不老不死にするとエイミーに約束し、エイミーは"マザー"の根を探し出す。バリエセロスとランドリーが塔から落ちる。ジュリアは、サラの胎児を子宮に移植すれば不死になれるとエイミーに言い、サラを恐怖に陥れる。 |              |                                        |                       |
| 24 | 11           | "プランB" "Plan B"                     | 0.52                  |
| 11日目、アランは赤い樹液とソーレンの血液を解析し、治療法を見つけようとする。ピーターは誰も島から出さないと言う。ジュリアとサラはエイミーの手術を始め、エイミーは銀の瞳を持って目覚める。海軍はプランBを開始し、島全体に猛毒を散布し、沿岸警備隊を殺し"マザー"を害する。エイミーは騙されたことを知る。 |              |                                        |                       |
| 25 | 12           | "使命" "The Ascendant"                 | 0.54                  |
| 12日目、アランは治療薬を見つけてカイルを治し、島から治療薬を運び出すよう頼む。ピーターはイーライと名を変えて修道院の指揮を執り、CDCチームを始末するよう命じる。ソーレンの母はカイルに危険を警告する。カイル、サラ、ソーレンはヘリコプターを呼び寄せ逃げようとする。ジュリアとアランは修道院の下に"マザー"があり、不妊化計画に充分な原料があると知る。アランはジュリアが不妊化を実行しようとする理由を尋ね、二人は銃を向け合い、銃撃が聞こえる。 |              |                                        |                       |
| 26 | 13           | "すばらしき新世界" "O Brave New World" | 0.44                  |
| 13日目、ジュリアはアランの首の銃創の手当てをする。部屋を離れたすきに、アランは"マザー"のサンプルを持って"マザー"のもとに行きすべてを燃やそうとする。イーライがアランを閉じ込めて火をつけるが、ジュリアが救い出す。ヘリコプターが全員を救出し、修道院は焼け落ちる。 14日目、カイルは政府に治療薬を提出し、アランではなくピーターが犯人であると政府に言う。逮捕される直前、ピーターは"マザー"のサンプルをイラリアに渡す。サラは瀕死のアランに不死性を与えて助ける。 2029年、子供の欲しい女性はすべてイラリアのセンターに来なければならず、サラはそこで働いている。 30年後、ケイレブはソーレンであると正体を明かし、アランとハタケが不老不死者を殺すTXM-7ウイルスを作ったと言う。自分の血液を治療薬として差し出す。 |              |                                        |                       |

## 製作
シリーズ原案はキャメロン・ポーサンデによって作られ、ソニー・ピクチャーズに提出され、リンダ・オブストと共同して修正した。ソニーは、製作総指揮としてSFドラマの脚本家を迎えたいかと尋ね、ロナルド・D・ムーアの名が挙げられ、ムーアは製作陣に加わっていくつか新しいコンセプトを加えた。第一話にはムーアがいくつか原案を出したが、脚本はポーサンデが書いた。
ポーサンデの説明によると、
原案を作って、ソニー・ピクチャーズ テレビジョンとリンダ・オブストに送ったんだ。リンダは科学に興味がある人で、映画『コンタクト』の製作者でもある。このジャンルには一家言ある人で原案にいいものがあると思ったそうだ。それでソニーに行って半年かけて練り上げた。そしたら「誰かほかの人と共同作業するとしたら、誰がいい?」と聞かれたんで「ロン・ムーア」と答えたんだ。「もしも誰とでもデートできるとしたら誰がいい？」と聞かれた時に映画スターの名前を出すような感じで名前を挙げた。そうしたらソニーが彼に話を通してくれて、ムーアがチームに加わったんだ。それから二人でシリーズ全体の背景になる神話を作って、二人でSyFyに売り込んだんだ。
ポーサンデは、シリーズの特色として、各エピソードが1日の出来事を描くと語った。つまり、シーズン1の13エピソードは2週間に満たない期間に起こったことを意味する。
ポーサンデによれば、『Helix』は『LOST』のように、フラッシュバックのシーンを使って登場人物の背景を説明しないと言う。その代わり、登場人物がウイルスに感染すると高熱を発してしばしば幻覚を見る(実際にこれは多くの疫病の症状である)。このようにして、登場人物は幻覚の中で過去のトラウマ経験を再体験する。ポーサンデが指摘するには、フラッシュバックは客観的な事実として描かれるが、『Helix』での幻覚は登場人物の高熱症状における現象として描かれるため、”信頼できない語り手”の話は現実と異なっていることがある。

## ブルーレイ&DVD&デジタル配信
シーズン1のDVDリージョン1版およびBlu-ray DiscのリージョンA版は2014年6月30日に発売された。日本語版Blu-rayおよびDVDの発売は2015年5月2日、デジタルセルは2015年4月1日、デジタルレンタルは2015年4月28日である。
シーズン2のDVDリージョン1版およびBlu-ray DiscのリージョンA版は2015年7月28日に発売された。日本語版Blu-rayおよびDVDの発売は2015年9月2日。